# Xylotrechus khampaseuthi
Xylotrechus khampaseuthi là một loài bọ cánh cứng trong họ Cerambycidae.